# Quatre espèces
Ne doit pas être confondu avec cinq espèces ou sept espèces.
Les quatre espèces (hébreu : ארבעת המינים, arba'at haminim) désignent quatre végétaux mentionnés dans la Torah comme l’une des prescriptions majeures et caractéristiques de la fête biblique de Souccot. Elles doivent, selon la tradition juive rabbinique, être rassemblées en faisceau, portées (hébreu : נטילת לולב netilat loulav) et balancées lors de la récitation du Hallel et des hoshaanot au cours des sept jours de la fête.

## Les quatre espèces dans les sources juives

### Dans la Bible
Il est prescrit, dans le Lévitique, de prendre « le premier jour, du fruit de l’etz hadar, des palmes de dattier, des rameaux de l’etz ’avot et des saules de fleuve, et [de se réjouir] devant YHWH votre Dieu, pendant sept jours. » La Torah et les livres prophétiques n’élaborent pas davantage sur cette prescription mais, lors du retour à Sion, les notables prescrivent au peuple, après avoir entendu la lecture publique de la Torah, de « [rapporter de la montagne] des feuilles d'olivier, des feuilles de l'arbre qui donne de l'huile, des feuilles de myrte, des feuilles de palmier, des feuilles d'arbres touffus, faire des soukkot (huttes), comme il est écrit ».

### Dans la littérature des Sages
La Mishna identifie ces quatre espèces au loulav (palme de dattier), à l’hadass (branche de myrte), à l’aravah (branche de saule) et à l’etrog (cédrat). Leur définition, vraisemblablement conventionnelle, se veut néanmoins fondée sur les caractéristiques décrites dans la Bible.
Leur prescription consiste, selon les rabbins, à unir un ou plusieurs exemplaires de chaque espèce en un faisceau (agouda) attaché par un kesher gamour (« nœud complet », c’est-à-dire au moins deux nœuds), à apporter ce faisceau au mont du Temple et à l’y balancer dans toutes les directions (nord, sud, est, ouest, haut et bas) pendant les sept jours de la fête (un seul jour en province). Le beit din (tribunal rabbinique), constatant que beaucoup se frappent mutuellement en le faisant, ordonne de réaliser les balancements (naanouïm ou ni’nouïm) chez soi (c’est-à-dire dans sa soukka).
Bien que la prescription et sa bénédiction se rapportent aux quatre espèces, elles ne se réfèrent qu’au loulav qui est l’espèce la plus grande du faisceau et le désigne donc par métonymie.
La tradition s’accorde pour conférer à ce rituel une charge hautement symbolique depuis ses fondements : les quatre espèces ont toutes un rapport plus ou moins évident avec l’eau, thème majeur de la fête. Leur agouda peut, selon le Midrash, représenter :
- l’union (agouda) de tous les attributs en Dieu[9],
- les patriarches (Abraham, Isaac, Jacob et Joseph) ou les matriarches (Sarah, Rebecca, Léa et Rachel)[10]
- les rangs des dirigeants de la génération (l’etrog représente le grand Sanhédrin, le loulav les disciples des Sages, l’hadass les trois rangées des disciples qui se tiennent devant eux et la aravah les scribes des juges)[11],
- l’union de tous les Juifs, quel que soit leur degré d’attachement à Dieu (l’etrog, ayant bon goût et bonne odeur, représente l’individu versé dans l’étude de la Torah et les bonnes œuvres tandis que l’aravah représente celui qui est dépourvu de l’une comme des autres, hadass et loulav correspondant à des types intermédiaires)[12],
- l’union des organes du corps (l’etrog est le cœur, le loulav la colonne vertébrale, l’hadass l’œil et l’aravah la bouche)[13], etc.

Quant aux naanouïm, selon Rabbi Yohanan (qui élabore sur l’enseignement « on apporte et on donne, on élève et on descend »), ils sont effectués pour présenter les quatre espèces à Celui auquel appartiennent les quatre vents, les cieux et la terre ; selon une autre opinion rapportée au nom de son disciple Rabbi Yosse ben Hanina, ils conjurent les vents mauvais et les mauvaises rosées et selon Rav Aha bar Yaakov, ils ont pour but de lutter contre le satan. Le ''Midrash suggère lui aussi que loulav et etrog symbolisent la victoire d’Israël sur les nations lors du jugement que celles-ci lui ont intenté à l’occasion de la nouvelle année.
Après la chute du Temple, Rabban Yohanan ben Zakkaï décrète que la cérémonie doit être réalisée tous les sept jours de la fête, en tout lieu, en souvenir du Temple.

### Dans la littérature médiévale
C’est au Moyen Âge que ces ordonnances prennent leur forme définitive, les décisions du Talmud de Babylone l’emportant sur ceux du Talmud de Jérusalem. Sur la question du port du loulav à chabbat, notamment, bien que la Mishna l’autorise, les docteurs babyloniens l’interdisent. Les deux pratiques coexistent encore à la fin de l’ère des gueonim mais l’usage des Juifs de Galilée, expressément récusé par Moïse Maïmonide, n’apparaît plus dans les codes ultérieurs.
Diverses exégèses continuent par ailleurs à être apportées au choix des quatre espèces : Saadia Gaon suggère dans ses hoshaanot que les quatre espèces servent de propitiatoire pour les fautes commises par les organes qu’ils représentent selon le Midrash (l’etrog pour les balbutiements du cœur, le loulav pour l’échine qui se tient orgueilleusement droite, le hadass pour les yeux indiscrets et l’aravah pour la bouche malveillante), Moïse Maïmonide estime qu’ils représentent les étapes de l’entrée des Israélites en terre d’Israël, etc.
Le Zohar fait quant à lui fond sur le Midrash pour doter le rite de nouvelles significations et coutumes. Ainsi, les trois branches de hadass, les deux branches d’aravah, le loulav et l’etrog représentent respectivement les trois patriarches, Moïse et Aaron, Joseph et David, les sept invités de Souccot qui symbolisent eux-mêmes les sefirot de hessed, gvoura, tiferet, netza’h, hod, yessod et malkhout. Cette exégèse s’exprime sur de nombreux modes, dont les ordonnances nouvelles d’Isaac Louria et le piyyout Soucca veloulav de Moshe Adahan, devenu un chant traditionnel de Souccot dans les communautés juives d’Afrique du Nord et d’Orient.

## Observance de la prescription dans le judaïsme rabbinique

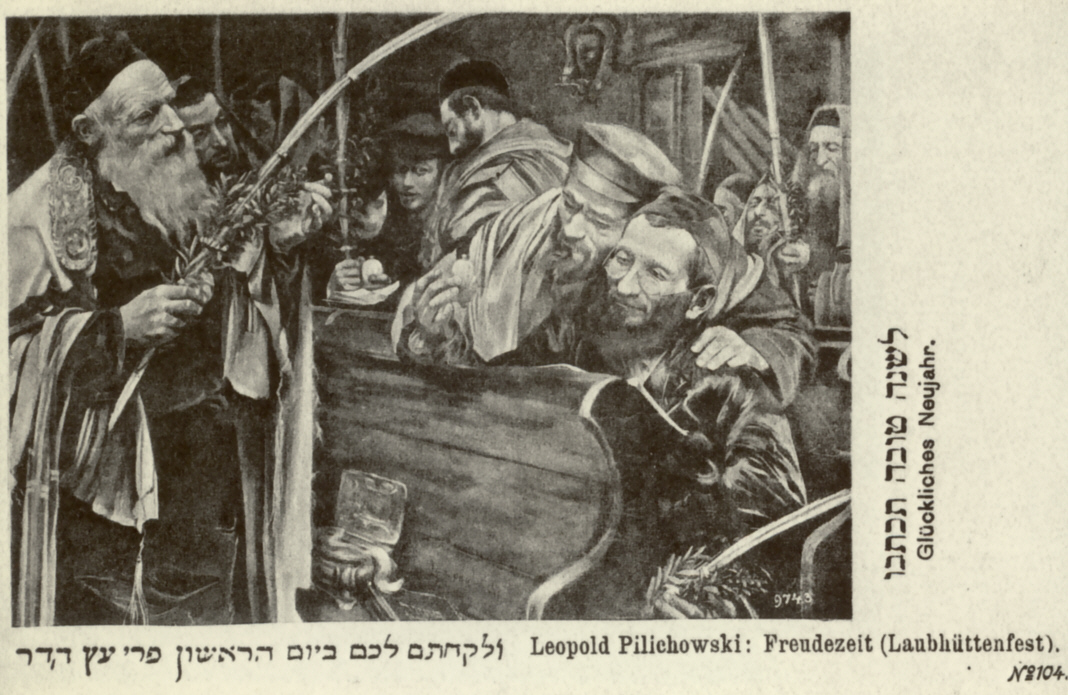
Vérification des quatre espèces - carte de vœux de Roch Hachana, 1900.

Les espèces devant obéir à des impératifs de qualité, il est d’usage de les faire vérifier par un expert ; il est en outre recommandé d’« embellir la prescription » (hiddour mitzva) en achetant les espèces de la meilleure qualité possible.

### Constitution du faisceau
Une branche de loulav, deux branches d’aravah et trois de hadass doivent être assemblées pour former le bouquet du loulav (loulav agoud), dans le sens de leur croissance. Les ashkénazes disposent les aravot à gauche du loulav et les hadassim à droite (que l’on soit droitier ou gaucher), tandis que certains séfarades et hassidim les disposent de part et d’autre (une branche à droite, une branche à gauche et, pour le hadass, une branche au centre), selon l’usage d’Isaac Louria. Souvent liées par un lacis en feuilles de palme selon la tradition ashkénaze, les branches doivent être au même niveau en bas ; en haut, les hadassim dépassent légèrement les aravot et le loulav les domine d’au moins une palme. Tous doivent être attachés par deux, trois ou dix-huit nœuds (selon l’usage), également en feuilles de palme. La branche de loulav doit être laissée libre sur au moins une paume de longueur afin de pouvoir être remuée lors des naanouïm.

### Port et balancement duloulav

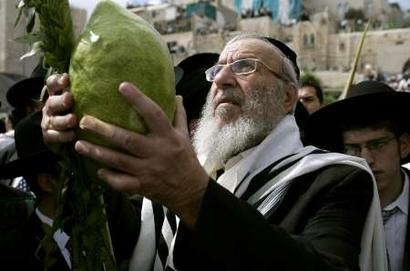
Un Juif yéménite accomplissant la prescription de netilat loulav au mur occidental avec un mehoudar de grande taille.

La prescription de la netilat loulav peut être réalisée tous les jours hormis le chabbat, de l’aube jusqu’au coucher du soleil. Il est interdit de manger avant de s’en être acquitté mais on ne peut jeûner au-delà de la mi-journée à yom tov et hol hamoëd. Pour la réaliser, le loulav doit être porté de la main droite et l’etrog de la main gauche (chez les ashkénazes mais non les séfarades, cet ordre est inversé pour les gauchers). Ceux qui ont l’habitude de mettre les tefillin à hol hamoëd les retirent avant la netila.
Comme la bénédiction sur la prescription (« béni sois-Tu, Adonaï, notre Elohim, roi du monde qui nous a sanctifiés par ses prescriptions et nous a prescrits le port du loulav ») doit être réalisée avant la prescription proprement dite et que celle-ci est de tenir les quatre espèces dans le sens de leur croissance, les ashkénazes la récitent en tenant l’etrog dans le sens inverse c’est-à-dire le bouton vers le bas ; l’usage des séfarades et des hassidim est de ne pas le tenir du tout au cours de la bénédiction mais après. Le premier jour (ou le second si le premier a lieu à chabbat), on récite aussi la bénédiction shehehiyanou.
La prescription ne peut être accomplie lors du premier jour de la fête (et, en diaspora, lors du second) qu’avec un faisceau qui n’a pas été emprunté. Il est cependant possible de faire don à autrui d’un loulav agoud à titre temporaire et conditionnel ou d’en acheter un en partenariat avec autrui (ce fut, historiquement, souvent la seule solution pour les communautés juives qui vivaient en Europe orientale voire en des endroits où les quatre espèces étaient relativement plus aisément accessibles).
Après la ou les bénédictions, on joint l’etrog au loulav (dans le sens de leur croissance) et on les balance aux quatre vents (est, sud, ouest, nord), en haut et en bas. Cet ordre est le même lors du Hallel. Certains séfarades et hassidim, suivant l’usage d’Isaac Louria, le font selon un ordre différent (sud, nord, est, haut, bas, ouest).
En cas d’erreur sur un ou plusieurs de l’ensemble de ces points, on recommence le rituel sans bénédiction.
La prescription du port du loulav étant limitée dans le temps (car elle ne doit se faire que lors des sept jours de la fête de Souccot), elle ne s’applique techniquement qu’aux hommes et les femmes en sont dispensées. Beaucoup choisissent cependant de la réaliser, en récitant (selon l’opinion ashkénaze) ou non (selon l’opinion séfarade) les bénédictions.
Le premier jour de la fête, les enfants ne peuvent réaliser la netila qu’après les adultes, étant donné qu’ils « acquièrent mais ne peuvent faire acquérir. »

#### Les balancements lors du Hallel

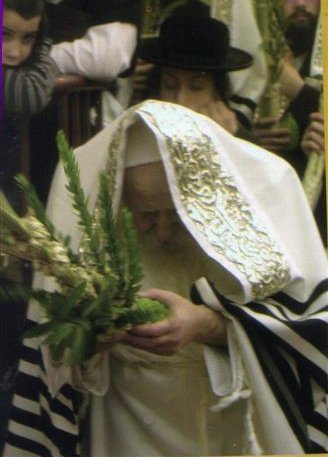
Le Tosher Rebbe de Montréal balançant le loulav lors du Hallel.

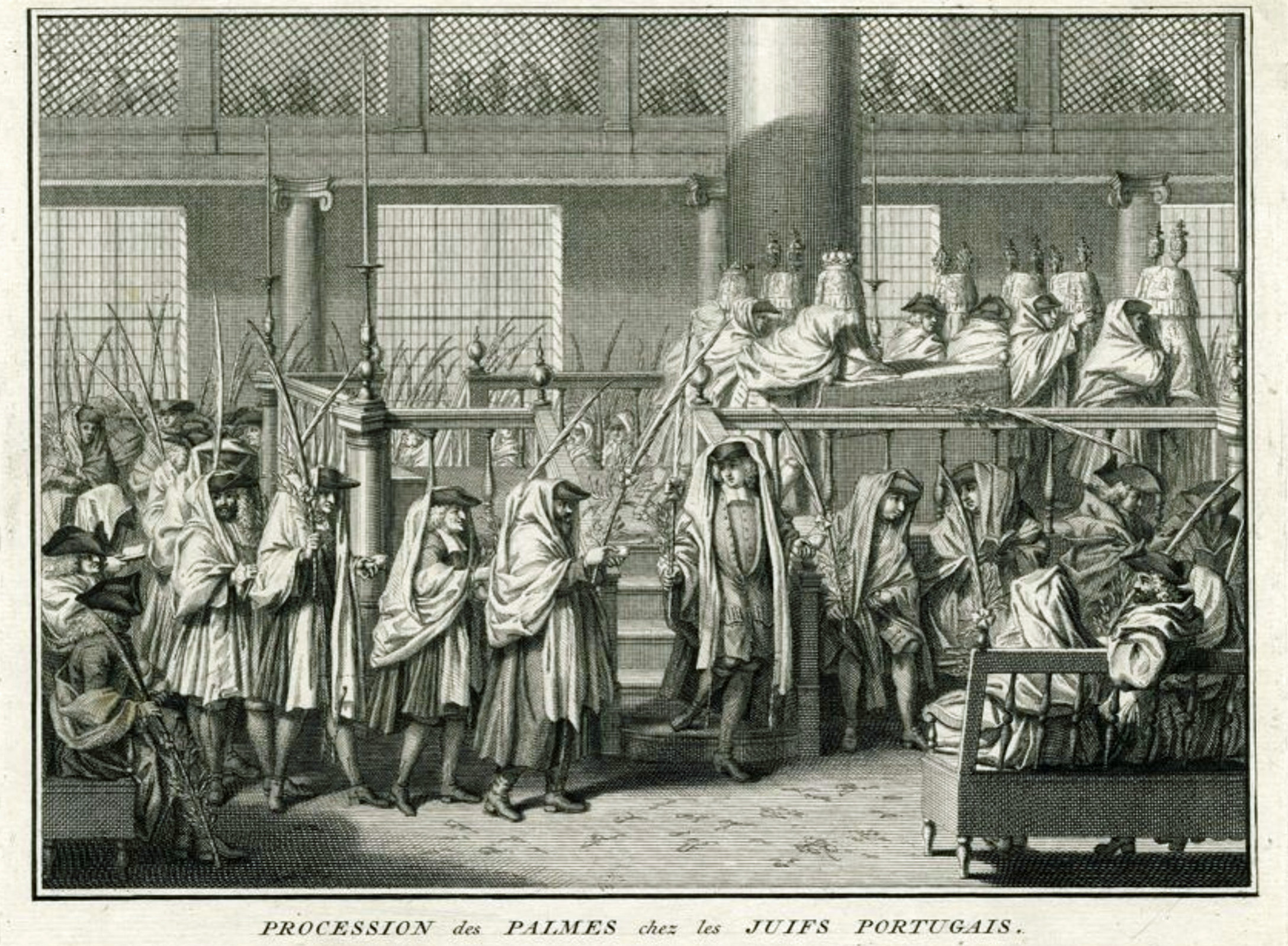
Juifs séfarades effectuant les hoshaanot au XVIIIe siècle. Gravure de Bernard Picard, 1732.

Le loulav est balancé pendant le Hallel, lors de hodou (« hodou ladonaï ki tov ki lèolam ’hasdo »), verset d’ouverture et de conclusion du psaume 118, répété deux fois, yomar na (« yomar na Israël ki lèolam ’hasdo ») et ana (« ana Adonaï hoshia na »).
Selon la tradition ashkénaze :
- le verset hodou comportant six mots (outre le nom divin), on balance le loulav dans une direction à chacun de ces mots : hodou – vers l’est (c’est-à-dire, dans la plupart des communautés, vers l’avant, les Juifs se dirigeant vers l’est pour prier), ki – vers le sud, tov – vers l’ouest, ki – vers le nord, lèolam – vers le haut, ’hasdo – vers le bas. Il en est de même pour le verset suivant, yomar na, qui contient six mots (et pas de nom divin). 
L’officiant n’agite son loulav que lorsqu’il récite hodou et yomar na tandis que l’assemblée le secoue également lorsqu’elle répète ces versets ;
- le verset ana ne comprenant que trois mots (outre le nom divin), le balancement s’effectue dans deux directions par mot : ana – vers l’est et le sud, hoshia – vers l’ouest et le nord, na – vers le haut et le bas ;
- le verset hodou de conclusion étant identique au premier, on procède de même.

L’usage séfarade ne comporte que cinq balancements, tant pour l’officiant que pour l’assemblée : le premier lors du premier hodou, deux balancements lors de la récitation d’ana et de sa répétition et deux lors du hodou final. Selon Isaac Louria, il n’y a qu’un balancement lors du hodou final et quatre naanouïm en tout.
 Ce dernier prescrit à l’orant de se tourner dans la direction des balancements. Selon les autres, on ne se tourne pas. Les ashkénazes secouent doucement le loulav lors des naanouïm, les séfarades et les hassidim ne le font pas.

#### Les processions autour de l’autel
Les quatre espèces sont également utilisées pour les hoshaanot, processions autour de l’autel ou, de nos jours, de l’estrade de lecture. Les hoshaanot ont également pour but d’obtenir les pluies abondantes mais leur nature est davantage propitiatoire. Bien qu’elles n’y jouent qu’un rôle secondaire par rapport aux aravot, reposant sur les côtés de l’autel au temps des Temples et battues au septième jour de Souccot jusqu’à nos jours, les quatre espèces sont nécessaires pour la réalisation des processions : seuls ceux qui en sont pourvus peuvent et doivent procéder.
La netilat loulav ne pouvant être réalisée le chabbat, il existe diverses coutumes concernant les hoshaanot en ce jour.

## Observance de la prescription dans les traditions non-rabbiniques

### Dans le karaïsme
Les Karaïtes, adeptes d’un courant du judaïsme n’acceptant que la Bible hébraïque comme divinement inspirée et rejetant la Torah orale des rabbins, basent leurs interprétations des quatre espèces sur le verset de Néhémie. Ils en déduisent d’une part que les quatre espèces ne sont pas celles définies par les rabbins et qu’elles n’ont d’autre but que de servir de matériau de construction à la soukka. Concernant l’identification des quatre espèces, il s’agit plutôt de quatre catégories : des feuilles pouvant fournir un bon ombrage, toute sorte de palmier, toute sorte d’arbre fruitier, tout type d’arbre poussant sur les rives des wadis,.

### Dans le samaritanisme
Les Samaritains, adeptes d’un mosaïsme concurrent au judaïsme qui ne reconnaît que leur version du Pentateuque et du Livre de Josué comme canoniques, interprètent la prescription des quatre espèces de façon plus ou moins similaire. Toutefois, les quatre espèces (cédrat, branche de palmier, branches d’arbres touffus et une plante croissant près des berges, souvent remplacée par des poivrons rouges) ne servent qu’à construire le skakh (toit de la soukka), leur soukka ne comportant pas de parois latérales. Ils arrangent ces fruits selon des motifs géométriques élaborés et les consomment au sortir de la fête.

### Dans la tradition des Beta Israël
Les Beta Israël d’Éthiopie sont les dépositaires d’un judaïsme pré-rabbinique principalement fondé sur la Bible, en voie de disparition depuis leur émigration massive en Israël et leur adoption du judaïsme orthodoxe.
Bien que leur calendrier comptât la Ba'ala Massalat (« la fête de l'ombre »), fêtée du 15 au 20e jour du septième mois, ils ignoraient totalement la prescription de la soukka ainsi que celle des quatre espèces.

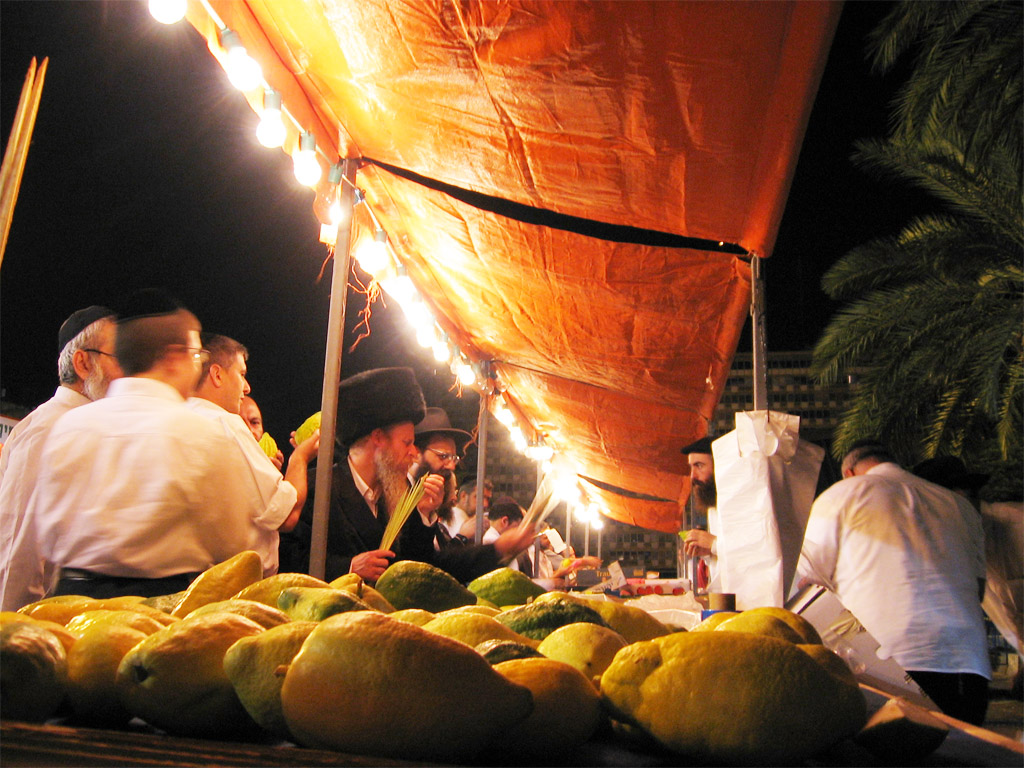
Un marché des quatre espèces se tenant près de la place Yitzhak Rabin, à Tel Aviv.

## Les quatre espèces en Israël
Si, historiquement, l’acquisition des quatre espèces et de l’etrog en particulier présentait un problème annuel pour de nombreuses communautés, y compris dans les pays comme le Maroc où ces espèces étaient relativement disponibles, l’établissement des Juifs en terre d’Israël a permis de les rendre nettement plus accessibles à tout public.
Au lendemain de Yom Kippour, des marchés des quatre espèces (hébreu : שוק ארבעה מינים shouk arbaa minim) font leur apparition en divers endroits du pays (Tel Aviv, Bnei Brak, Jérusalem, Haïfa…), souvent en périphérie de shoukim préexistants, proposant une gamme étendue de produits en plusieurs variétés et sur plusieurs échelles de qualité. Ces marchés, où les clients s’attardent souvent à vérifier la qualité de leurs achats et les sceaux de garantie, sont également fréquentés pour l’atmosphère qui s’en dégage.